# Il talismano del potere
Il talismano del potere è l'ultimo volume della trilogia le Cronache del Mondo Emerso di Licia Troisi, uscito nell'aprile 2005. Il finale non specificato del volume (non si sa la sorte futura dei personaggi principali), lascia intendere che la saga proseguirà ancora: infatti nel 2006 è uscito un nuovo volume, della saga de Le guerre del Mondo Emerso, chiamato La setta degli assassini.

## Trama
Mentre le Terre Libere soccombono alla potenza delle armate del Tiranno, composte da Fammin e Spettri; Nihal, Sennar, Laio e Oarf partono per recuperare le otto pietre custodite in otto diversi templi, situati in luoghi nascosti delle otto Terre del Mondo Emerso. Queste pietre possiedono i poteri di Acqua, Luce, Mare, Fuoco, Terra, Tempo, Oscurità e Aria.
Quando, e soprattutto se, Nihal riuscirà a riunire tutte le Pietre nell'amuleto, dovrà andare nella Grande Terra e recitare la formula che annullerà i poteri oscuri in tutto il Mondo Emerso, ma solo per un giorno. Nihal, per salvare Laio da eventuali pericoli che avrebbero incontrato, a metà viaggio decide di tornare alla base e di lasciarlo. Il ragazzo però si lancia all'inseguimento degli amici. Sfortunatamente viene catturato e torturato dai Fammin. Lì conosce Vrašta, un Fammin diverso che si preoccupa per la sua salute e lo cura. Vrašta viene incaricato dal capo delle prigioni dove è tenuto Laio di farlo scappare, per poi seguirlo e uccidere lui e i suoi compagni. Laio e Vrašta, una volta scappati, si dirigono verso Nihal e Sennar, ma, a metà viaggio, il Fammin confessa il suo obiettivo, capendo però di non desiderarlo. Una sera vengono attaccati e Laio muore nella sua terra natale, la Terra della Notte, ucciso dai Fammin e dai servi del Tiranno. Vrašta prega poi Nihal di ucciderlo in quanto qualcuno ha pronunciato il suo nome e una volta che ciò accade un Fammin è costretto ad eseguire gli ordini. La Mezzelfo, se pur a malincuore, decide di obbedirgli.
Dopo aver dato una degna sepoltura a Laio, Nihal e Sennar giungono nella Terra del Fuoco e qui incontrano Aires, la pirata della nave che ha condotto Sennar nel Mondo Sommerso. Scoprono che la donna ha abbandonato i mari e ora lotta contro il Tiranno, raggruppando i ribelli nelle Terre Occupate. Questi dimorano negli acquedotti sotterranei della Terra del Fuoco. Aires fa loro da guida conducendoli fuori da quel labirinto di cunicoli. Salutandosi promette loro di tenersi pronta al momento dell'attacco finale. Nihal e Sennar proseguono il viaggio e raggiungono la Terra delle Rocce. Dopo un ennesimo attacco da parte dei servi del Tiranno, Sennar viene ferito ad una gamba e i due sono costretti a riparare in una grotta. Credendo di morire, il mago confessa il suo amore a Nihal. Riuscendo però a sopravvivere, Sennar riaffronta l'argomento con Nihal, dapprima scusandosi, ma poi riconfermando quello già detto in precedenza. Lì, in un attimo di sorpresa, Nihal confessa a Sennar di ricambiarlo, facendo l'amore con lui. I giorni passano e i due si rendono contro che la ferita alla gamba è più grave di quanto avevano pensato. Sennar convince Nihal a proseguire la ricerca da sola e le promette di rivedersi, lasciandole come pegno il pugnale che aveva vinto durante il loro primo incontro.
Nihal a malincuore si reca nella Terra del Vento, per raccogliere l'ottava pietra, e lì scopre che il suo guardiano è Phos, un folletto che lei già conosceva in precedenza. Nihal riesce a concludere la missione e si ricongiunge con Ido e Soana, ma non con Sennar di cui nessuno ha più notizie.
Viene così organizzata la battaglia finale contro il Tiranno, dove Nihal arriva nella Grande Terra, e compie l'incantesimo che avrebbe tolto la magia all'intero Mondo Emerso. Dopo una furente battaglia riesce a entrare nella Rocca, la fortezza del Tiranno. Una volta che i due si trovano faccia a faccia, lei rimane stupita in quanto si trova davanti un Mezzelfo, ma bambino. Lui le racconta la sua storia. Intanto il Tiranno ha fatto prigioniero Sennar e mente a Nihal dicendogli di averlo ucciso. Nihal per un momento si abbandona al dolore, poi con tutta la sua forza di volontà riesce a colpire Aster e a ucciderlo. Scopre poi, grazie al pugnale da lui donato, che Sennar è ancora vivo e con le sue ultime forze riesce a fare un incantesimo e salvarlo. Il talismano, però, le ha prosciugato tutte le forze che avrebbe riacquistato soltanto distruggendolo con la spada, dimenticata nella Sala del Trono. Lei e Sennar scappano dalla Rocca, che ormai sta per crollare.
Ritrovati dall'esercito delle Terre Libere, si accorgono che Nihal è morta. L'esercito conduce Sennar e il corpo di Nihal a Makrat, dove si stanno per svolgere i funerali di Nihal. Soana si accorge però, che il corpo di Nihal non è in decomposizione, e così ferma i funerali, facendo in modo che Nihal venga deposta in una sala del palazzo. Dopo vari giorni, Phos viene a far visita a Nihal, dopo aver sussurrato alcune parole nell'orecchio di Nihal, appoggia la mano sull'ottava pietra, il Cuore del Padre della Foresta. Dopodiché recita un'antica litania, che permette di ridare un altro po' di potere al Talismano e questo ridà vita a Nihal. Phos comunica a Nihal che il Cuore del Padre della Foresta le è stato donato, in modo che lei non muoia, a meno che non si separi dal medaglione. Nihal va così da Sennar, che è di nuovo ridiventato Consigliere, e trascorre con lui vari giorni, ma i due sognano di scoprire altre terre, e di vivere nuove avventure.

## Edizioni
- Licia Troisi, Il talismano del potere, Arnoldo Mondadori Editore, 2005,  p. 528, ISBN 88-04-53708-6.